# Monocerotesa phoeba
Monocerotesa phoeba är en fjärilsart som beskrevs av Louis Beethoven Prout 1916. Monocerotesa phoeba ingår i släktet Monocerotesa och familjen mätare. Inga underarter finns listade i Catalogue of Life.